# Urszula Gacek
Urszula Józefa Gacek (ur. 17 marca 1963 w Manchesterze) – polska ekonomistka, polityk i dyplomatka, senator VI kadencji, w latach 2007–2009 eurodeputowana, stała przedstawiciel przy Radzie Europy (2011–2014), konsul generalna w Nowym Jorku (2014–2016).

## Życiorys
Urodziła się w Wielkiej Brytanii w rodzinie polskich emigrantów. Ukończyła studia ekonomiczne na Uniwersytecie Oksfordzkim. Pracowała jako specjalistka od analiz finansowych na rynku ropy naftowej i doradca gospodarczy. W 1991 osiedliła się w Polsce, zamieszkała w Tarnowie, podejmując własną działalność gospodarczą w zakresie doradztwa. Była m.in. prezesem Tarnowskiego Klastra Przemysłowego „Plastikowa Dolina”.
W 2004 z ramienia Platformy Obywatelskiej kandydowała do Parlamentu Europejskiego w okręgu małopolsko-świętokrzyskim. Uzyskała czwarty wynik za wybranymi na europosłów Bogdanem Klichem i Bogusławem Sonikiem oraz za Krzysztofem Grzegorkiem.
W 2005 z listy Platformy Obywatelskiej została wybrana na senatora VI kadencji w okręgu tarnowskim. W wyborach parlamentarnych w 2007 bez powodzenia ubiegała się o reelekcję. Od 2006 pełniła funkcję wiceprzewodniczącej małopolskich struktur PO.
W grudniu 2007, w związku z rezygnacją z mandatu europosła przez Bogdana Klicha oraz odmową jego objęcia przez Krzysztofa Grzegorka, została posłanką do Parlamentu Europejskiego VI kadencji. Zasiadała w grupie Europejskiej Partii Ludowej i Europejskich Demokratów, działała m.in. w Komisji Wolności Obywatelskich, Sprawiedliwości i Spraw Wewnętrznych i Delegacji do spraw stosunków z Afganistanem, a także jako zastępca członka Podkomisji Bezpieczeństwa i Obrony oraz kilku delegacji do komisji współpracy parlamentarnej. W 2009 nie ubiegała się o reelekcję w wyborach do PE. Od lipca do grudnia 2009 była specjalną doradczynią Stałego Sekretariatu Wspólnoty Demokracji w Warszawie. Przez pewien czas pracowała w Departamencie Narodów Zjednoczonych i Praw Człowieka Ministerstwa Spraw Zagranicznych.
10 stycznia 2011 została mianowana ambasadorem nadzwyczajnym i pełnomocnym – stałym przedstawicielem RP przy Radzie Europy w Strasburgu. Została odwołana w listopadzie 2014, następnie w grudniu tegoż roku objęła stanowisko konsula generalnego RP w Nowym Jorku. W lutym 2016 ogłoszono jej odwołanie z tej funkcji. Po powrocie zasiadła m.in. w radzie Instytutu Studiów Strategicznych w Krakowie.
Później zaczęła prowadzić gospodarstwo rolne w Dąbrówce Szczepanowskiej specjalizujące się w produkcji niepasteryzowanego octu.